# Anne Dudley
Anne Dudley, (Chatham, 1956. május 7. –) Oscar-díjas angol zeneszerző, billentyűs, karmester, komolyzenész és popzenész. 2001-ben ő volt a BBC Koncertzenekar első zeneszerzője. Dolgozott klasszikus és pop műfajban, filmzeneszerzőként, és a The Art of Noise szintipop együttes egyik törzstagja. 1998-ban Dudley elnyerte a legjobb eredeti musical Oscar-díját a „The Full Monty” című filmért. Több mint húsz más filmzene mellett 2012-ben a „Les Misérables (Nyomorultak)” filmváltozatának zenei producereként és hangszerelőjeként dolgozott.

## Pályafutása
Dudley az Eltham Hill Schoolban tanult. 1978-ban kapott mesterképzést a King’s College Londonon. Klasszikus előadóművésznek tanult, majd session zenész lett. Szakmai kapcsolata Trevor Hornnal ekkor kezdődött. 1982-ben Dudley közreműködött az ABC által Horn által készített „The Lexicon of Love” albumon. 1983-ban Dudley alapító tagja volt a The Art of Noise zenekarnak, amely úttörő szerepet játszott a popznében. Slágereik közé tartozik a "Beat Box" (1984), a "Moments in Love" (1985), a "Close (to the Edit)" (1984), a "Paranoimia" (1986). A "Kiss" című szám a Top 10-be került 1988-ban. Az Art of Noise is elkészítette a dalt az ITV The Krypton Factor játékműsorához is, amelyet 1986 és 1993 között használtak.
Trevor Hornnal és az Art of Noise-szal olyan művészekkel dolgozott együtt, mint a Frankie Goes to Hollywood együttes, Seal, Marc Almond, Rod Stewart, Robbie Williams, Siphiwo és Sting.
1989-ben Dudley készítette és vezényelte a walesi Waterfront popduó névadó debütáló albumának vonós hangszereléseit. Egy másik együttműködés 1989-ben Neil Tennanttal (Pet Shop Boys) és Bernard Sumnerrel (New Order) történt; Dudley közreműködött debütáló elektronikus kiadványukon, a „Getting Away with It”-en, amely 1989 decemberében az Egyesült Királyságban a 12. helyen, az Egyesült Államokban pedig 1990-ben a 38. helyen végzett. Dudley két számot készített az Opera Babes Beyond „Imagination” című albumán. Ez 11 hétig az 1. helyen áll a brit klasszikus slágerlistákon, és 4. helyen az amerikai Billboard 2002-ben. 2004-ben a „Alison Moyet Voice” című albuma a 7. helyezést érte el az Egyesült Királyság albumlistáján.
Zenekari művei közé tartozik a Northern Lights, a norvég Aurora Borealis 14 perces felvétele teljes zenekarra, amelyet 2005-ben és 2006-ban a Royal Festival Hallban, 2005-ben a BBC Radio 3 Late Junction című műsora sugározta. 1999-ben jelent meg "„Ancient and Modern” című albuma, amely néhány hagyományos himnusz és Bach-korál modern változatát tartalmazza. Anne Dudley volt a Bill Bailey Remarkable Guide to the Orchestra című művének zenei vezetője, amelyet először Brightonban, majd 2008-ban a Royal Albert Hallban adtak elő.
Dudley 2008-ban Sam Taylor-Wooddal együttműködve elkészítette a „Sigh at the White Cube” című hang- és videóinstallációt. Ebben a műben a BBC Concert Orchestra nyolc nagy vetített képernyőn szerepelt Dudley partitúráját követve. 2019. és 2024. között Southbank Sinfonia kamararanekart vezette a Martin Fry turnéja során.

## Albumok
- 1991: Songs from the Victorious City
- 1993: Face à Face (Knight Moves) (Soundtrack)
- 1997: Gentlemen Don't Eat Poets
- 1997: Hollow Reed
- 1997: Kavanagh QC: Original Music from the ITV)
- 1998: American History X
- 1999: Pushing Tin
- 1999: Ancient and Modern
- 2000: The 10th Kingdom (Original Television Soundtrack)
- 2001: Monkeybone [Original Motion Picture Soundtrack)
- 2001: A Different Light
- 2003: Seriously Chilled: New Arrangements
- 2006: Tristan & Isolde Original Motion Picturure)
- 2007: Black Book (Music from the Motion Picturure)
- 2009: Cherry Pop
- 2015: Poldark (Original Television Soundtrack)
- 2016: Elle [Original Motion Picture Soundtrack)
- 2017: Plays the Art of Noise
- 2019: The Hustle (Original Motion Picture Soundtrack)

## Filmek
Dudley filmzenészi karrierje 20 évet ölel fel:
- 1987: The Chaoten-Team
- 1987: Inkognito
- 1988: Buster
- 1989: Zwei Frauen
- 1989: Big Bad Man
- 1989: Puppenmord
- 1991: The Pope Must Die
- 1992: The Crying Game
- 1992: Knight Moves
- 1994: Felidae
- 1995: The Grotesque
- 1995: Honigmond
- 1996: When Saturday Comes
- 1997: The Full Monty
- 1998: American History X
- 1999: Pushing Tin
- 2000: The 10th Kingdom (tévésorozat)
- 2000: The Miracle Maker – The Story of Jesus
- 2001: Monkeybone
- 2001: Tabloid
- 2002: The Gathering
- 2003: A Man Apart
- 2005: Whatever Love Means
- 2006: Tristan & Isolde
- 2006: Perfect Creature
- 2006: Black Book
- 2007: The Walker
- 2008–2009: Trial & Retribution (tévésorozat)
- seit 2015: Poldark (tévésorozat)
- 2016: Elle
- 2018: Mamma Mia! Here We Go Again
- 2019: Glam Girls
- 2021: Benedetta
- 2021: Everybody’s Talking About Jamie

## Díjak
- 1988, 1998: Brit-díj a legjobb filmzene kategóriában (1998), majd a "The Full Monty"-ért
- 1999: Oscar-díj (film: „The Full Monty”)
- Ivor Novello-díj (3 jelölés: 1997, 2003, 2008)
- 2014: BASCA (The Ivors Academy) Gold Badge Award a zenéhez való egyedülálló hozzájárulásuk elismeréseként

- 2004: A Royal College of Music tagja lett
- 2011: A Kenti Egyetem tiszteletbeli doktora címet kapott

## Fordítás
Ez a szócikk részben vagy egészben  az   Anne Dudley című angol Wikipédia-szócikk ezen változatának fordításán alapul.  Az eredeti cikk szerkesztőit annak laptörténete sorolja fel. Ez a jelzés csupán a megfogalmazás eredetét és a szerzői jogokat jelzi, nem szolgál a cikkben szereplő információk forrásmegjelöléseként.